# Scholleropsis
Scholleropsis es un género monotípico de plantas acuáticas, perteneciente a la familia Pontederiaceae. Su única especie: Scholleropsis lutea H.Perrier, Notul. Syst. (Paris) 5: 158 (1936), es originaria de África donde se encuentra en Camerún, Chad y Madagascar. 
Es una planta acuática endémica de Madagascar, pero encontrada en Camerún en 1964. 

## Taxonomía
Scholleropsis lutea fue escrita por Eugène Henri Perrier de la Bâthie y publicado en Notulae Systematicae. Herbier du Museum de Paris 5: 158. 1936.
Sinónimos
- Monochoria oblonga Boivin ex H.Perrier, Cat. Pl. Madag.: 10 (1934), pro syn.[2][3]